# Bedřich Posselt
Bedřich Posselt byl československý bobista.

## Závodní kariéra
Startoval za Československo na ZOH 1936 v Garmisch-Partenkirchen. V závodě čtyřbobů skončil na 12. místě. Byl členem bobu pilota Gustava Leubnera s Walterem Heinzlem a brzdařem Wilhelmem Blechschmidtem.